# Grenville-Orogenese
Die Grenville-Orogenese war ein lang anhaltender Gebirgsbildungsprozess des Mesoproterozoikums, der zur Bildung des Superkontinents Rodinia führte.

## Etymologie
Die Grenville-Orogenese und die geologische Grenville-Provinz wurden nach der Ortschaft Grenville in Québec benannt. Die Ortschaft trägt den Namen des britischen Premierministers George Grenville.

## Räumliche Ausdehnung

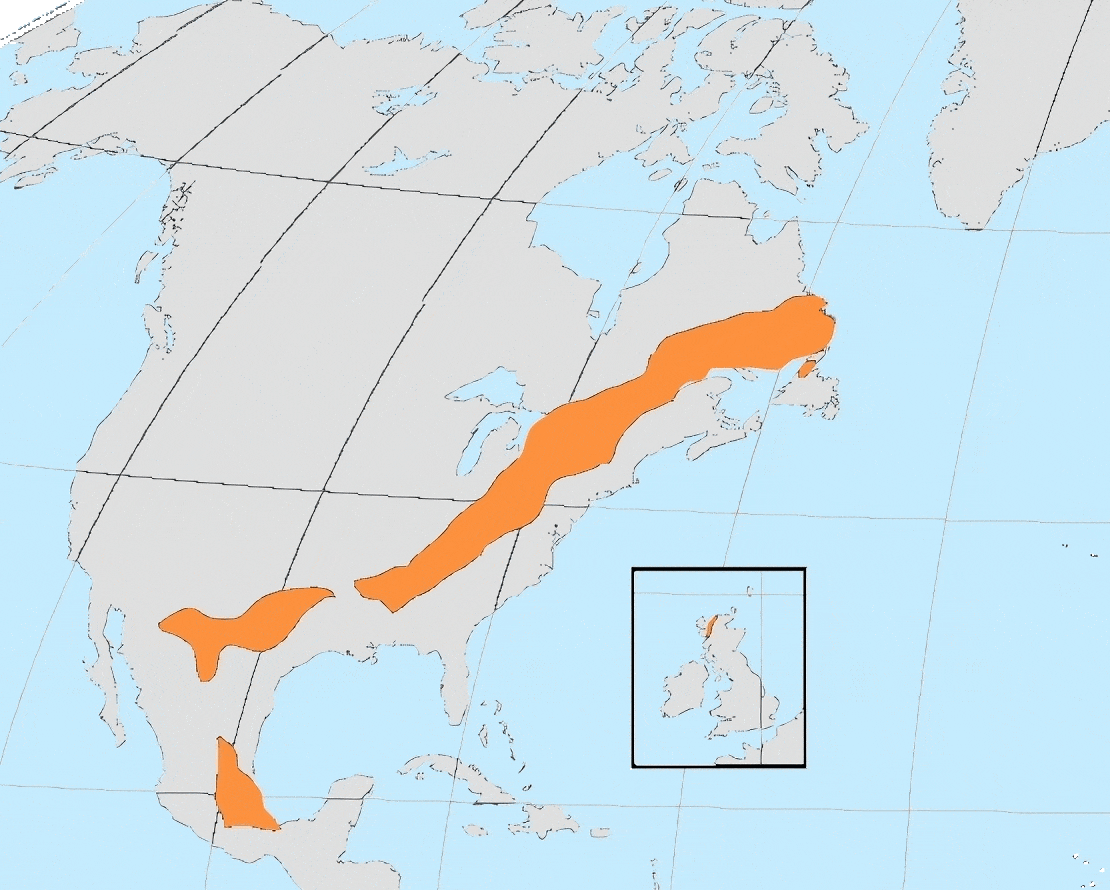
Ausdehnung des Grenville-Orogens (in Orange) in Nordamerika, nach Tollo u. a. (2004) und Darabi (2004)

Der Gürtel des Grenville-Orogens erstreckt sich von Labrador bis Mexiko und nimmt einen beträchtlichen Teil der Ostseite Nordamerikas ein. Krustenbereiche, die während der Grenville-Orogenese im Zeitraum 1250 bis 980 Millionen Jahre BP (Ectasium und Stenium) gebildet wurden, haben jedoch eine weltweite Verbreitung, sie finden sich beispielsweise auch in Schottland. Im engeren Sinne werden unter dem Begriff des Grenville-Orogens nur die Bereiche des Süd- und Ostrandes Laurentias verstanden.
In Afrika werden Gebirgsbildungen während dieses Zeitraums als Kibara-Orogenese und in Europa als Svekonorwegische Orogenese bezeichnet, wobei letztere mit der Grenville-Orogenese korreliert werden kann.
Generell wird davon ausgegangen, dass der Ostrand Laurentias letztendlich mit dem Rio-de-la-Plata-Kraton kollidierte, wohingegen die eigentliche Grenville Provinz, Irland/Schottland und Baltica mit Amazonia zusammenstießen. Hinweise auf die Kollision mit Amazonia finden sich in Skandinavien im Svekonorwegischen Orogen, in Irland im Annagh-Gneis-Komplex, im Tyrone Central Inlier (und möglicherweise in den Metasedimenten der Slishwood Division) und in Schottland im Grundgebirgsaufbruch von Glenelg sowie im Midland Valley, dessen karbonische Vulkane granulitfazielle Gneise mit Grenville-Alter zutage förderten.

## Zeitlicher Rahmen

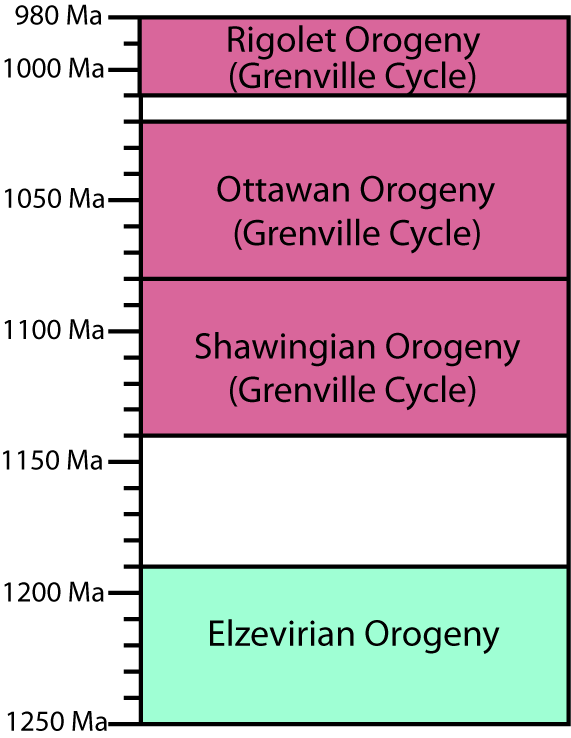
Zeitlicher Ablauf der Grenville-Orogenese, nach Rivers (2002)

Die genaue, zeitliche Einordnung der Grenville-Orogenese bleibt bis auf den heutigen Tag umstritten. Die dargestellte Abbildung folgt Rivers (2002), der in seiner ausführlichen Studie zwei Zyklen unterscheidet, einen älteren Elzevir-Zyklus mit der Elzevirian Orogeny (1250 bis 1190 Millionen Jahre BP) und einen jüngeren Grenville-Zyklus mit der Shawingian Orogeny (1140 bis 1080 Millionen Jahre BP), der Ottawan Orogeny (1080 bis 1020 Millionen Jahre BP) und der Rigolet Orogeny (1010 bis 980 Millionen Jahre BP).
Dieses Schema hat Rivers (2008) dahingehend revidiert, dass die Shawingian Orogeny jetzt einen eigenen Zyklus bildet, der nicht mehr zum eigentlichen Grenville-Zyklus gerechnet wird. Auch die Zeiten wurden etwas verändert:
- Elzevirian Orogeny – 1240 bis 1220 Millionen Jahre BP
- Shawingian Orogeny – 1190 bis 1140 Millionen Jahre BP
- Ottawan Orogeny – 1090 bis 1020 Millionen Jahre BP
- Rigolet Orogeny – 1010 bis 980 Millionen Jahre BP

## Geodynamische Entwicklung
Im Verlauf der Grenville-Orogenese waren der Ost- und der Südrand Laurentias aktive Kontinentalränder. Die stattfindende Subduktion des B-Typus akkretierte zwischen 1300 und 1200 Millionen Jahren BP Inselbögen. Im Zeitraum 1190 bis 980 Millionen Jahre BP kollidierten schließlich zwei Kontinentalblöcke mit Laurentia.
Die durch diese Konvergenz ausgelösten Überschiebungen und die damit einhergehende Metamorphose waren kein kontinuierlicher Prozess, sondern wurden von Ruhephasen abgelöst, während derer die so genannten AMCG-Plutone in die umgebenden Wirtsgesteine eindringen konnten (AMGC ist ein Akronym aus Anorthosit, Mangerit, Charnockit und Granit). Die Subduktionspolarität war innerhalb des Orogens nicht einheitlich, sondern variierte je nach Sektor und Zeitabschnitt.
Erstes größeres Ereignis im Verlauf der Grenville-Orogenese war das Andocken eines Inselbogens während der Elzevirian Orogeny (1240 bis 1220 Millionen Jahre BP). Um 1190 Millionen Jahre BP schloss sich dann das hinter dem Inselbogen gelegene Becken (Backarc-Becken) des Elzevir-Zyklus.
Im Zeitintervall 1180 bis 1140 Millionen Jahre BP dominierten dann extensive Kräfte, die entweder auf einen Abkühlprozess der Lithosphäre oder auf eine Reaktivierung von Abschiebungssystemen zurückzuführen sind. Gleichzeitig entstanden Sedimentbecken, die einen relativ stabilen Kontinentalrand bedingen. Dennoch erfolgten in einigen Abschnitten des Orogens zwischen 1160 und 1130 Millionen Jahren BP parallel zur vorherrschenden Krustendehnung weiterhin Überschiebungen und Terranverschweißungen.
Zwischen 1120 und 1090 Millionen Jahren BP herrschte generell nach Westen gerichtete Überschiebungensaktivität. Sodann setzte erneut Dehnungstektonik ein, die bis 1050 Millionen Jahre BP andauern sollte. Dadurch wurde das Central Granulite Terrane, ein aus Granulit bestehendes Terran, exhumiert und gleichzeitig wurde Intrusionsraum für Plutone geschaffen. Die Gründe für den Übergang von Kompression zu Dehnung sind nicht eindeutig festzumachen, dürften aber wohl in gravitationellem Kollaps, Manteldelaminierung, Aufdringen eines Manteldiapirs oder in einer weiträumigen Änderung des Spannungsfeldes begründet liegen.

## Lithologische Einheiten
Das Grenville-Orogen wird heute durch Nordwest-vergente Falten- und Überschiebungsgürtel, Hochdruckmetamorphose und den charakteristischen AMCG-Magmatismus gekennzeichnet. Die mittel- bis hochgradige Metamorphose erreichte generell die physikalischen Bedingungen der Amphibolit- und Granulitfazies. An manchen Stellen können eklogitisierte Metagabbros angetroffen werden – unter sehr hohem Druck veränderte mafische bis ultramafische Gesteine, die sehr hohe Versenkungstiefen bzw. intensive Kollisionsgrade anzeigen. Im gesamten Orogen werden die Hochdruckgesteine von AMCG-Plutonen intrudiert, die gewöhnlich als syn- bis posttektonisch angesehen werden. Dieser ACMG-Plutonismus wird meist mit einem Aufquellen der Asthenosphäre unter einer sich dehnenden Lithosphäre in Verbindung gebracht. Es wird angenommen, dass der AMCG-Plutonismus von Olivintholeiiten ausgelöst wurde, die sich während einer Krustendehnungsphase an der Basis der Unterkruste stauten. Eine Verdünnung der Lithosphäre kann entweder durch Konvektionsströmungen oder durch Delaminierung erfolgen. Bei einer Delaminierung wird der gesamte untere Abschnitt der Lithosphäre abgeschert. Beide Szenarien werden für das Grenville-Orogen in Betracht gezogen.
Das Grenville-Orogen kann anhand seiner Struktur, Lithologie und Thermochronologie in drei Bereiche (Terrane) unterteilt werden, die durch bedeutende Scherzonen voneinander getrennt werden:
- Gneisgürtel (engl. gneiss belt)
- Metasedimentgürtel (metasedimentary belt)
- Granulit-Terran (granulite terrane)

Der Gneisgürtel besteht aus Silizium-reichen Gneisen und Amphiboliten die den Metamorphosegrad der Amphibolit- und Granulitfazies erreichten. Die Überschiebungen erfolgten in diesem Terran mit flachem Einfallswinkel und die Verformungen verliefen im duktilen Zustand. Der Gneisgürtel hat eine lange, geologische Entwicklung hinter sich, die von 1800 bis 1180 Millionen Jahre BP währte. Um 1400 Millionen Jahren BP wurde er von einer ersten Regionalmetamorphose erfasst. Zwischen 1160 und 1120 Millionen Jahren BP kam es im Verlauf der Shawingian Orogeny zu groß angelegten Überschiebungen, gleichzeitig wurden die Gesteine erneut metamorphosiert.
Der Metasedimentgürtel enthält vorwiegend metamorphosierte Sediment- und Vulkangesteine, deren Metamorphosegrad von der Grünschiefer bis zur Granulitfazies reicht. Er kann in folgende Untereinheiten gegliedert werden:
- Bancroft
- Elzevir
- Sharbot Lake
- Frontenac
- Adirondack Lowlands

Zwischen 1420 und 1040 Millionen Jahre BP drangen in den Metasedimentgürtel Plutone ein. Gegen 1160 Millionen Jahre BP wurde er metamorphosiert, in etwa zeitgleich mit dem Gneisgürtel.
Das Granulit-Terran wird von Orthogneisen aufgebaut, darunter auch Anorthosite. Die Anorthosite bilden plutonische Massive, die überwiegend aus Plagioklas bestehen. Der früheste Magmatismus kann im Granulit-Terran auf 1320 Millionen Jahre BP datiert werden. Die granulitfazielle Metamorphose begann um 1150 Millionen Jahren BP und dauerte rund 150 Millionen Jahre. Ob die Metamorphose kontinuierlich ablief konnte nicht ermittelt werden.

## Sektoren des Grenville-Orogens
Zum besseren Verständnis kann das Gesamtorogen In folgende Sektoren untergliedert werden:
- Südabschnitt mit Mexiko und Texas
- Appalachen
- Adirondacks
- Grenville-Provinz in Kanada

### Mexiko und Texas
Mexiko und Texas bildeten den damaligen Südrand Laurentias, der sehr wahrscheinlich mit einem anderen Kontinent kollidierte als der Ostrand. Die Zapotecan Orogeny in Mexiko verlief zeitgleich mit den Spätstadien der Grenville-Orogenese, die beiden Orogenesen werden daher als zusammengehörig betrachtet. Die magmatischen Protolithen fallen in Mexiko in zwei Altersgruppen:
- 1235 bis 1115 Millionen Jahre BP: die geochemischen Parameter deuten für diese Gesteine auf einen Entstehungsort in Inselbögen und in Back-arc-Becken.
- 1035 bis 1010 Millionen Jahre BP: AMCG-Magmatismus.

Eine Erklärung der AMCG-Gesteine ist im gesamten Grenville-Orogen problematisch, da ihrer Platzname keinerlei orogene Aktivitäten vorausgingen.
Es wird angenommen, dass die Subduktion unter den Südrand Laurentias (der sich damals in Texas befand) vor 1230 Millionen Jahren BP mit der Akkretion des Mexiko-Terrans zu Ende ging. Die Subduktionsrichtung hat sehr wahrscheinlich zu diesem Zeitpunkt ihre Polarität gewechselt, um den kollidierenden Kontinent ein Vordringen nach Norden zu ermöglichen. Im Gebiet des Llano Uplift in Texas sind nämlich nach diesem Zeitpunkt keinerlei Anzeichen für Inselbogenmagmatismus mehr vorhanden.

### Appalachen
Innerhalb der Appalachen finden sich kleine inselartige Vorkommen der Grenville-Orogenese. Flächenmäßig am bedeutendsten ist der Long Range Inlier mit den Long Range Mountains in Neufundland. Ein anderes wichtiges Vorkommen stellt die Blue Ridge-Provinz Virginias mit dem Shenandoah-Massiv und dem French-Broad-Massiv dar. Die Blue-Ridge-Provinz wird aus verschiedenen Gneisen aufgebaut, die den Metamorphosegrad der oberen Amphibolit- und Granulitfazies erreichten. Die Gneise wurden in drei Schüben von massiven bis leicht foliierten Charnockiten und Granitoiden intrudiert:
- 1160 bis 1140 Millionen Jahre BP
- um 1112 Millionen Jahre BP
- 1080 bis 1050 Millionen Jahre BP

### Adirondacks
Die an der kanadisch-US-amerikanischen Grenze gelegenen Adirondacks werden von einem massiven Dom proterozoischer Gesteine aufgebaut, in denen sich sowohl die Orogenpulse des Elzevirian (1250 bis 1190 Millionen Jahre BP) als auch des Ottawan (1080 bis 1020 Millionen Jahre BP) nachweisen lassen. Diese beiden Pulse verwandelten die Ausgangsgesteine zu hochgradigen Metamorphiten. Die Adirondacks werden durch eine Nordost-streichende Scherzone in die Adirondacks Lowlands im Nordwesten und in die Adirondacks Highlands im Südosten unterteilt. Es wird vermutet, dass die stark versetzende Carthage-Colton-Shear-Zone (CCSZ) während der Ottawan Orogeny als transpressive Scherzone fungierte, entlang derer die Highlands auf die Lowlands aufgeschoben wurden. Sie wird aber auch als Rücküberschiebung des Shawingian interpretiert, die später während des Ottawan zu einer Abschiebung umgewandelt wurde.

### Grenville-Provinz
Die Grenville-Provinz ist das jüngste Krustensegment des kanadischen Schildes. Da sie seit Beendigung der Grenville-Orogenese keine weiteren Verformungen und metamorphen Überprägungen mehr erfuhr, stellt sie ein ideales Untersuchungsgebiet für die tektonischen Bewegungen während und vor der Gebirgsbildung dar. Aus ihr stammen somit auch die meisten Erkenntnisse über die Grenville-Orogenese.
Die etwa 400 Kilometer breite, Nordost-Südwest-streichende Grenville-Provinz wurde entlang der Grenville Front auf den Superior-Kraton überschoben. Sie lässt sich in drei tektonische Einheiten gliedern:
- Parautochthoner Gürtel (parautochthonous belt – PB)
- Allochthoner Polyzyklischer Gürtel (allochthonous polycyclic belt – APB)
- Allochthoner Monozyklischer Gürtel (allochthonous monocyclic belt – AMB)

Der maximal 200 Kilometer breit werdende Parautochthone Gürtel folgt unmittelbar hinter der Grenville Front. Er enthält in seinem Nordostteil ein diskontinuierliches Band von Gabbrointrusionen, die zirka 1470 bis 1460 Millionen Jahre alten Shabogamo-Michael-Gabbros.
Hinter dem Parautochthonen Gürtel folgt der bis zu 300 Kilometer breite Allochthone Polyzyklische Gürtel, der entlang der Allochthonous Boundary Thrust den Parautochthonen Gürtel überfährt. Der aus mehreren internen Deckensystemen aufgebaute Gürtel enthält zahlreiche Anorthositintrusionen wie beispielsweise den 1161 Millionen Jahre alten Lac-Allard-Anorthosit, den 1155 Millionen Jahre alten Lac-Saint-Jean-Anorthosit, den 1130 Millionen Jahre alten Atikonak-Anorthosit und den 1126 Millionen Jahre alten Havre-Saint-Pierre-Anorthosit. Die AMCG-Plutone wurden vorwiegend in drei magmatischen Pulsen intrudiert, 1160 bis 1140, 1082-1050 und 1020 bis 1010 Millionen Jahre BP. An der Nordostecke des Gürtels befindet sich das Pinware-Terran. In den Long Range Mountains auf Neufundland hat er ein abgetrenntes Vorkommen (engl. Outlier).
Der südwestlich von Montreal einsetzende Allochthone Monozyklische Gürtel wird entlang der Central Metasedimentary Belt Boundary Zone (CMBBZ) vom Allochthonen Polyzyklischen Gürtel abgetrennt. Er enthält als interne Bewegungsbahnen die Maberly Shear Zone (MSZ) und die Labelle Deformation Zone (LDZ). Durch die weiter oben bereits erwähnte Carthage-Colton Shear Zone (CCSZ) wird er von den Highlands der Adirondacks abgetrennt. Er enthält AMCG-Plutone, darunter den 1153 Millionen Jahre alten Morin-Anorthosit und den rund 1150 Millionen Jahre alten Marcy-Anorthosit in den Adirondacks. Nördlich von Natashquan besitzt er ein kleineres, von der Hauptmasse im Südwesten abgetrenntes Vorkommen (Natashquan Domain).